# Proiphys
Proiphys là chi thực vật có hoa trong họ Amaryllidaceae.

## Hình ảnh

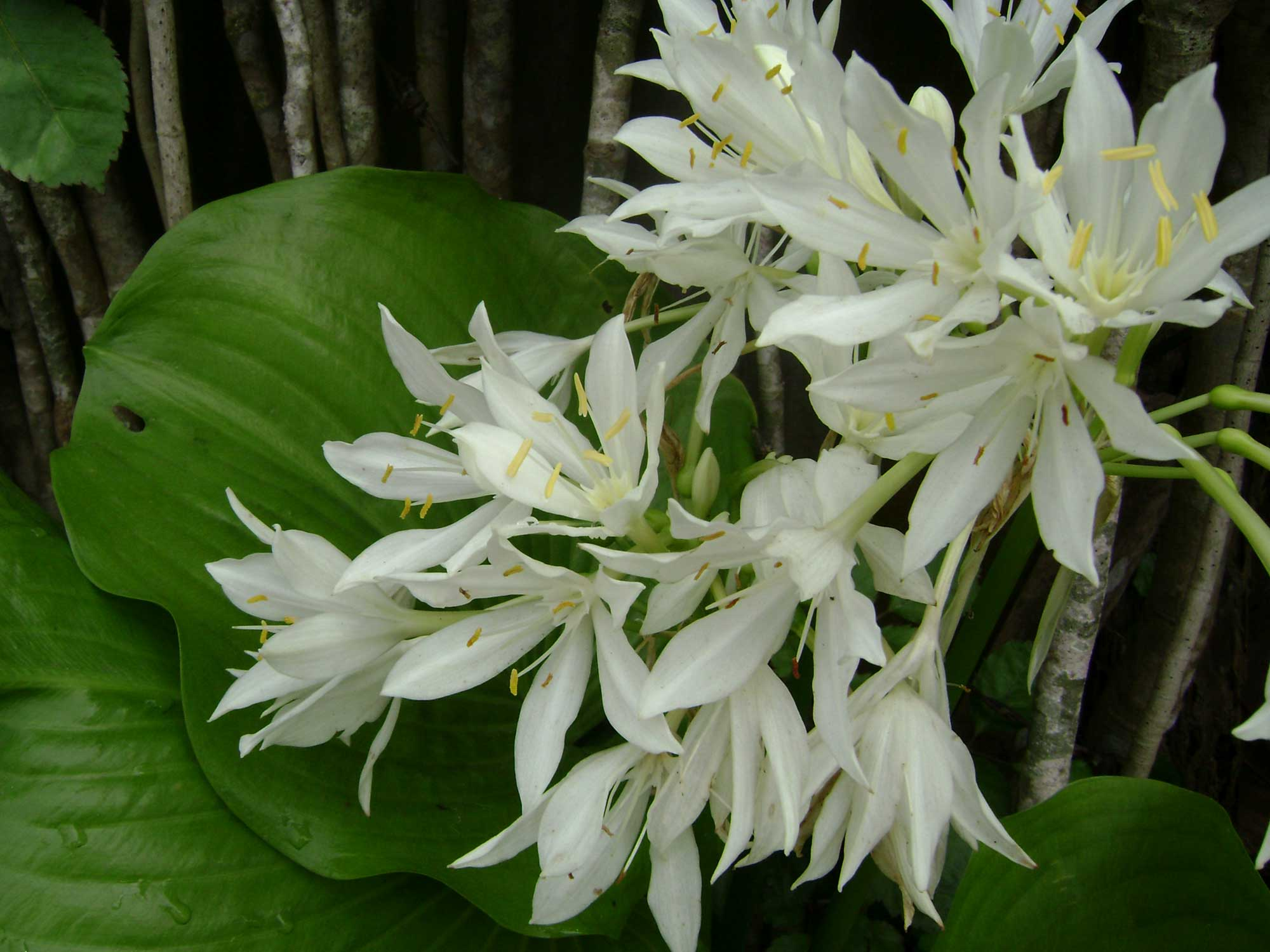